# Línia 1 (Rodalies Madrid)
La línia C-1 de Rodalies de Madrid uneix l'estació de Príncipe Pío, el centre de Madrid, amb la terminal 4 de l'aeroport Adolfo Suárez Madrid-Barajas. Al seu recorregut travessa onze estacions, incluint les dues principals estacions de la capital, Atocha-Rodalies i Chamartín.
Aquesta línia passa pel passadís verd ferroviari, el túnel del riure est entre Atocha i Chamartín, el tram nord-est del ferrocarril de circumval·lació de Madrid i la nova línia ferroviària subterrània a l'aeroport de Madrid-Barajas en un recorregut que té 23,6 km per al qual s'invirteixen 38 minuts.
La freqüència mitja de pas de trens d'aquesta línia és de 30 minuts per sentit.
En va ser la primera en la que la megafonia dels trens (série 465 de Renfe coneguda com a Civia) anunciava les estacions tant en espanyol com a en anglès, a més a més d'anunciar correspondència amb els serveis que Renfe oferix en les estacions de Chamartín i Atocha (trens AVE, llarga distància i mitjana distància), i s'ha afegit part de la megafonia dels trens MD 449 i 599, en concret, la que diu "tren amb destinació".